# Tilletia sphaerococca
Tilletia sphaerococca är en svampart som beskrevs av A.A. Fisch. Waldh. 1867. Tilletia sphaerococca ingår i släktet Tilletia och familjen Tilletiaceae.   Inga underarter finns listade i Catalogue of Life.